# Comicfigur
Comicfigur ist die allgemeine Bezeichnung für die in Comics auftretenden, üblicherweise fiktiven Figuren. Die weit verbreiteten Comicfiguren von Walt Disney, wie Micky Maus und Donald Duck, sind meist anthropomorphe Tiere; als Micky Maus 1928 erdacht wurde, war dieser Typus von Comicfiguren bereits derart beliebt, dass außer der Maus „alle anderen halbwegs niedlichen Tiere als Trickfiguren schon vergeben waren“. Einige Comicfiguren sind immer wieder Objekte wissenschaftlicher Beschäftigung, beispielsweise die Bewohner Entenhausens im Rahmen des Donaldismus, Batman und Wonder Woman, deren sexuelle Orientierung durch den Psychiater Fredric Wertham in seinem Buch „Seduction of the Innocent“ untersucht wurde, oder die politische Einstellung der Simpsons. Bekannte Comicfiguren aus Deutschland sind neben den Wilhelm-Busch-Buben Max und Moritz die Füchse Fix und Foxi mit ihrem Freund Lupo (Rolf Kauka), die Figuren aus dem Mosaik, die Digedags (bis 1975) und die Abrafaxe, und Werner (Comic).

## Bedeutung als Symbole
Mitunter werden die Figuren mit ihren Ursprungsländern identifiziert. Dies trifft insbesondere auf Micky Maus zu, die „mehr als nur ein Markenzeichen [ist], sie ist Symbolfigur des amerikanischen Kapitalismus, der Globalisierung, der westlichen Werte, des Niedergangs der Kultur – kurz gesagt: Sie steht für nahezu alles, was überhaupt mit den Vereinigten Staaten in Verbindung gebracht werden kann.“ Doch auch Figuren wie Captain America stellen ähnlich wie Uncle Sam ein „Symbol der nach dem Zusammenbruch des Kommunismus einzig verbliebenen Supermacht“ dar.

## Urheberrecht
Da der Urheberrechts-Schutz für Comicfiguren wie Micky Maus und den Film Steamboat Willie kurz vor dem Erlöschen stand, wurde durch die Lobbyarbeit der Rechteinhaber mehrfach eine Verlängerung des amerikanischen Urheberrechts erreicht, zum Beispiel durch den Copyright Act of 1976 und den Copyright Term Extension Act.
Dennoch werden verschiedenste copyright-geschützte graphische Werke in Kunstwerke aufgenommen, wodurch sich u. a. an der Benutzung der Comicfiguren ein Streit über die Kunstfreiheit entzündet hat. Werke, die sich durch das Zitat von Comicfiguren in diesem Randbereich zwischen Urheberrechtsschutz und künstlerischer Freiheit bewegen und zum Teil juristische Schritte der Rechteinhaber nach sich zogen, wurden zum Beispiel in der Ausstellung Illegal Art: Freedom of Expression in the Corporate Age gezeigt; darunter finden sich Bezüge auf Spider-Man, Disney-Figuren und Figuren aus den Simpsons.